# أحمد عيسى المعصراوي
الشيخ أحمد عيسى حسن المعصراوي (1953-)، شيخ عموم المقارئ المصرية السابق.
دكتوراه في الحديث النبوي واستاذ الحديث في جامعة الأزهر .

## النشأة
ولد بقرية دنديط التابعة لمركز ميت غمر بمحافظة الدقهلية في 1 مارس 1953م. نشأ بقرية دنديط حيث حفظ القرآن على يد الشيخ عبد الحميد حجاج وذلك في سنة 1964، ثم ذهب إلى الشيخ محمد إسماعيل عبده حيث قرأ عليه ختمة لحفص بالإجازة، ثم قرأ عليه رواية ورش عن نافع، ثم رحل مع والده إلى القاهرة حيث عمل والده.

## دراسته
التحق بمعهد قراءات الخازندار في شبرا بمحافظة القاهرة، والتقي بعدة مشائخ ممن روي عنهم القراءات من خلال مراحل الدراسة المختلفة بالمعهد، ومن هؤلاء المشائخ الشيخ محمد العتر، والشيخ أحمد مرعي، والشيخ قاسم الدجوي، والشيخ أحمد الأشموني، والشيخ أحمد مصطفى (أبو حسن)، والشيخ محمد السرتي، والسعدي حماد، وسليمان الصغير وغيرهم.
التحق بكلية الدراسات الإسلامية التابعة لجامعة الأزهر وحصل على الإجازة العالية في الدراسات الإسلامية والعربية وذلك سنة 1980.
سافر إلى السعودية للعمل بكلية المعلمين من سنة 1981 حتى 1985، ثم التحق بالدراسات العليا سنة 1985 وحصل على الماجستير في الحديث وعلومه سنة 1989 بتقدير ممتاز، وذلك بعد أن انتهي من إعداد رسالة الماجستير في القراءات في كتاب تفسير الزمخشري.
حصل على العالمية (الدكتوراه) في الحديث وعلومه سنة 1992م بتقدير ممتاز مع مرتبة الشرف الأولى.

## حياته العملية
بدأ الشيخ المعصراوي حياته العملية مدرساً بالمعاهد الأزهرية من 1/1/76 حتى 8/10 / 93، ثم انتقل إلى جامعة الأزهر قسم الدراسات الإسلامية بكلية التربية في القاهرة مدرساً للحديث ثم أستاذاً مساعداً ثم أستاذاً بنفس القسم.
ثم رئيس لجنة مراجعة المصاحف بمجمع البحوث الإسلامية، وشيخ مقرأة مسجد الإمام الحسين بالقاهرة، وعضو لجنة الاختبار بالإذاعة المصرية، وشيخ عموم المقارئ المصرية.وأقيل منها يوم الثالث من أبريل 2014م
شارك في تحكيم الكثير من المسابقات منها مسابقة بروناي، وتايلاند وتركيا ومكة ومسابقات مصر الدولية ومسابقات قطر ودبي الدولية، ومسابقة الأمير سلطان بالسنغال، شارك في الكثير من اللقاءات الدولية للوعظ والإمامة في كثير من بلدان العالم وصلاة التراويح في كثير من أقطار الدنيا.

## الإجازات القرآنية
قرأ الشيخ القراءات العشر بالإجازة على فضيلة الشيخ عبد الحكيم عبد اللطيف، والشيخ محمد عبد الحميد عبد الله.

## المؤلفات العلمية
1. منحة الفتاح في أحاديث النكاح
2. صحيح المنقول في الحديث الموضوع
3. نكاح المتعة بين التحليل والتحريم
4. أحكام النذور من سنة الرسول
5. أحكام الهبة والهدية
6. دراسات في علوم الحديث
7. الشفاعة في ضوء الكتاب والسنة
8. الدرر في مصطلح أهل الحديث والأثر
9. البدور الزاهرة في القراءات العشر للنشار تحقيق
10. شرح التيسير تحقيق
11. المجموع شرح المهذب تحقيق وكل التحقيقات بالمشاركة مع آخرين،
12. المفصل في القراءات الأربعة عشر.

## وصلات خارجية
- صفحته على موقع طريق الإسلام